# BG Pathum United Football Club
Maillots
Actualités
Le BG Pathum United Football Club, anciennement Bangkok Glass Football Club, est un club thaïlandais de football fondé en 2006 et basé à Bangkok, la capitale du pays.

## Historique
- 2006 : fondation du club sous le nom de Bangkok Glass.
- 2009 : le club est promu en Première division thaïlandaise pour la première fois de son histoire.
- 2019 : le club est renommé en BG Pathum United Football Club
- 2020 : premier titre de champion de Thaïlande.

## Palmarès
| \| - Championnat de Thaïlande (1) : - Champion : 2020-2021 - Coupe de Thailande (1) : - Vainqueur : 2014. - Coupe de la Reine (1) : - Vainqueur : 2010. - Coupe de la Ligue thaïlandaise (1) : - Vainqueur : 2024. - Finaliste : 2023. \| \| - Supercoupe de Thaïlande (1) : - Vainqueur : 2009. - Coupe de Singapour (1) : - Vainqueur : 2010. - Finaliste : 2009. \| |  | |
| - Championnat de Thaïlande (1) : - Champion : 2020-2021 - Coupe de Thailande (1) : - Vainqueur : 2014. - Coupe de la Reine (1) : - Vainqueur : 2010. - Coupe de la Ligue thaïlandaise (1) : - Vainqueur : 2024. - Finaliste : 2023. |  | - Supercoupe de Thaïlande (1) : - Vainqueur : 2009. - Coupe de Singapour (1) : - Vainqueur : 2010. - Finaliste : 2009. |

## Personnalités du club

### Présidents
- Pavin Bhirom Bhakdi

### Entraîneurs
| N° | Pays | Nom                                  | Période                     |
| -- | ---- | ------------------------------------ | --------------------------- |
| 1  |      | Hans Emser                           | mars 2009-juin 2009         |
| 2  |      | Surachai Jaturapattarapong           | juin 2009-juin 2010         |
| 3  |      | Carlos Roberto                       | juin 2010-octobre 2010      |
| 4  |      | Supasin Leelarit (manager)           | octobre 2010-décembre 2010  |
| 5  |      | Satit Benso                          | décembre 2010-mars 2011     |
| 6  |      | Arjhan Srong-ngamsub                 | mars 2011-décembre 2011     |
| 7  |      | Surachai Jaturapattarapong           | janvier 2012-octobre 2012   |
| 8  |      | Phil Stubbins                        | octobre 2012-mars 2013      |
| 9  |      | Anurak Srikerd (intérim)             | mars 2013-mai 2013          |
| 10 |      | Attaphol Buspakom                    | mai 2013-juin 2014          |
| 11 |      | Anurak Srikerd (intérim)             | juin 2014-novembre 2014     |
| 12 |      | Ricardo Rodríguez                    | novembre 2014-novembre 2015 |
| 13 |      | Anurak Srikerd                       | novembre 2015-juin 2016     |
| 14 |      | Aurelio Vidmar                       | août 2016-juillet 2017      |
| 15 |      | Surachai Jaturapattarapong (intérim) | juillet 2017-novembre 2017  |
| 16 |      | Josep Ferré                          | novembre 2017-mars 2018     |
| 17 |      | Anurak Srikerd                       | avril 2018-octobre 2018     |
| 18 |      | Dusit Chalermsan                     | octobre 2018-avril 2021     |
| 19 |      | Aurelio Vidmar                       | mai 2021-novembre 2021      |
| 20 |      | Dusit Chalermsan                     | novembre 2021-janvier 2022  |
| 21 |      | Surachai Jaturapattarapong (intérim) | janvier 2022-février 2022   |
| 22 |      | Makoto Teguramori                    | février 2022-octobre 2022   |
| 23 |      | Matt Smith                           | octobre 2022-mars 2023      |
| 24 |      | Thongchai Sukkoki                    | mai 2023-décembre 2023      |
| 25 |      | Makoto Teguramori                    | décembre 2023-oct. 2024     |
| 26 |      | Surachai Jaturapattarapong           | nov. 2024-janvier 2022      |
| 27 |      | Anthony Hudson                       | février 2025-avril 2025     |
| 28 |      | Supachai Komsilp                     | avril 2025-                 |

## Clubs affiliés
- Bayer Leverkusen
- Cerezo Osaka